# Neumayer-Station III
Het Neumayer-Station III, kortweg Neumayer III, is een Duits onderzoeksstation van het Alfred Wegener Instituut in Antarctica, genoemd naar de geofysicus Georg von Neumayer. Het poolstation is gelegen aan de Atkabaai op de ongeveer 200 meter dikke Ekström-ijsplaat, een paar kilometer ten zuiden van het voormalige Neumayer-Station II.
Na bijna tien jaar werk aan het project dat begon in oktober 1999, inclusief staalbouw, milieueffectrapportage, planning en bouw ter plaatse, begon de reguliere exploitatie van het station op 20 februari 2009. Het station vervangt het Neumayer-Station II en het Georg-von-Neumayer-Station dat eraan voorafging. De verwachte levensduur van het station is 25 tot 30 jaar en de kosten van het volledige project werden geschat op € 39 miljoen.

## Bouw van het station in Bremerhaven (2007)

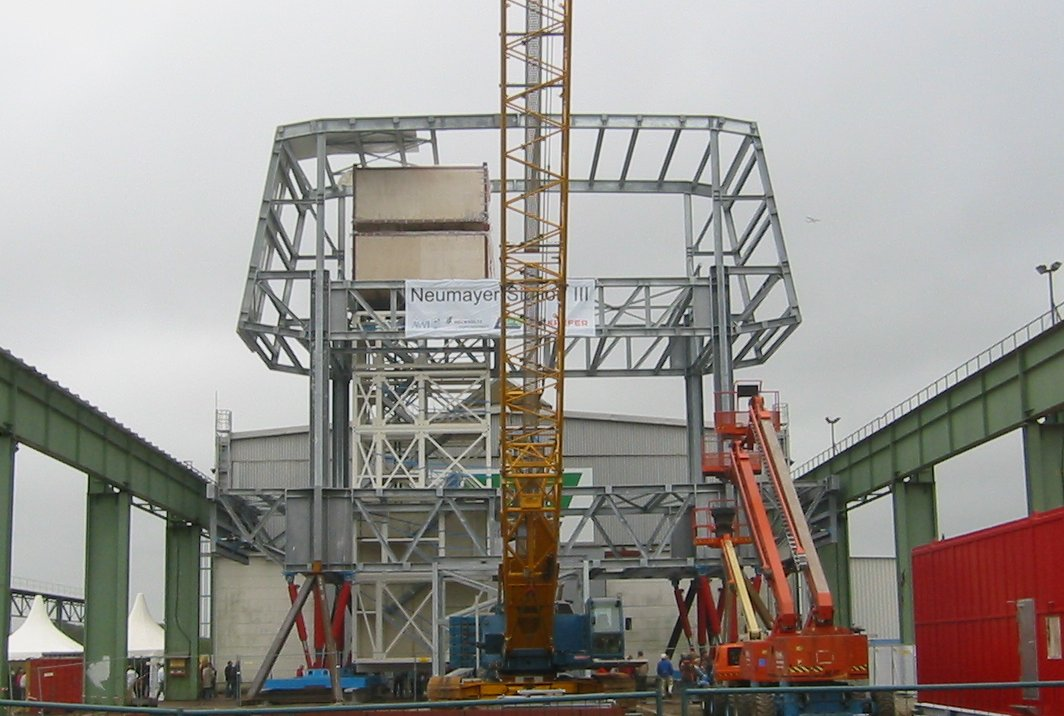
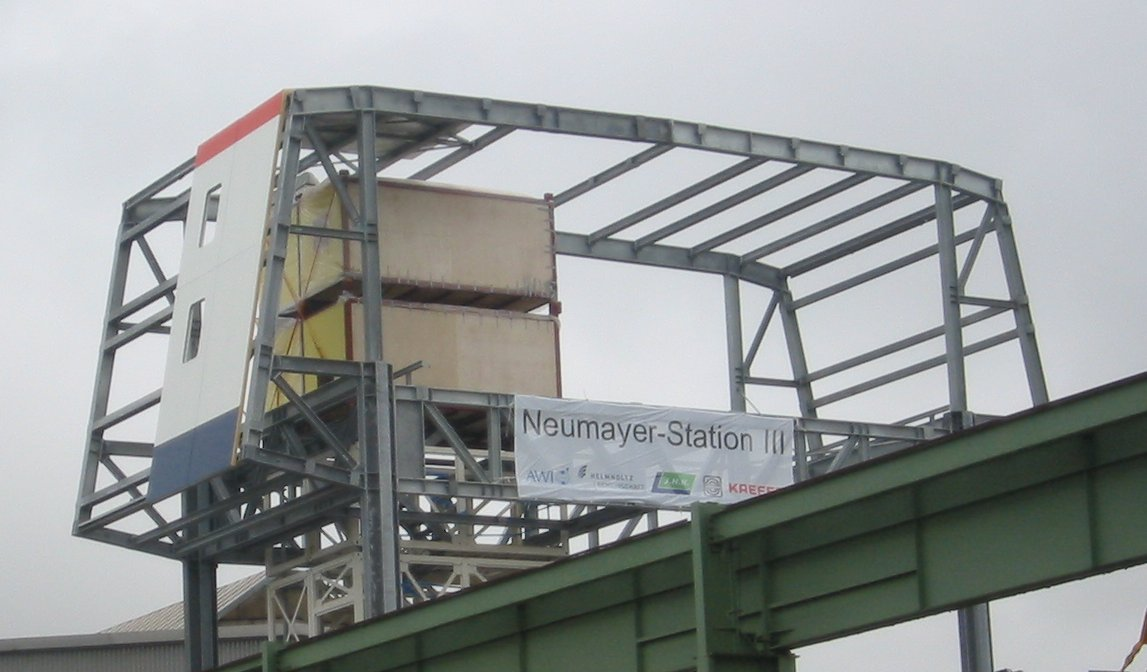
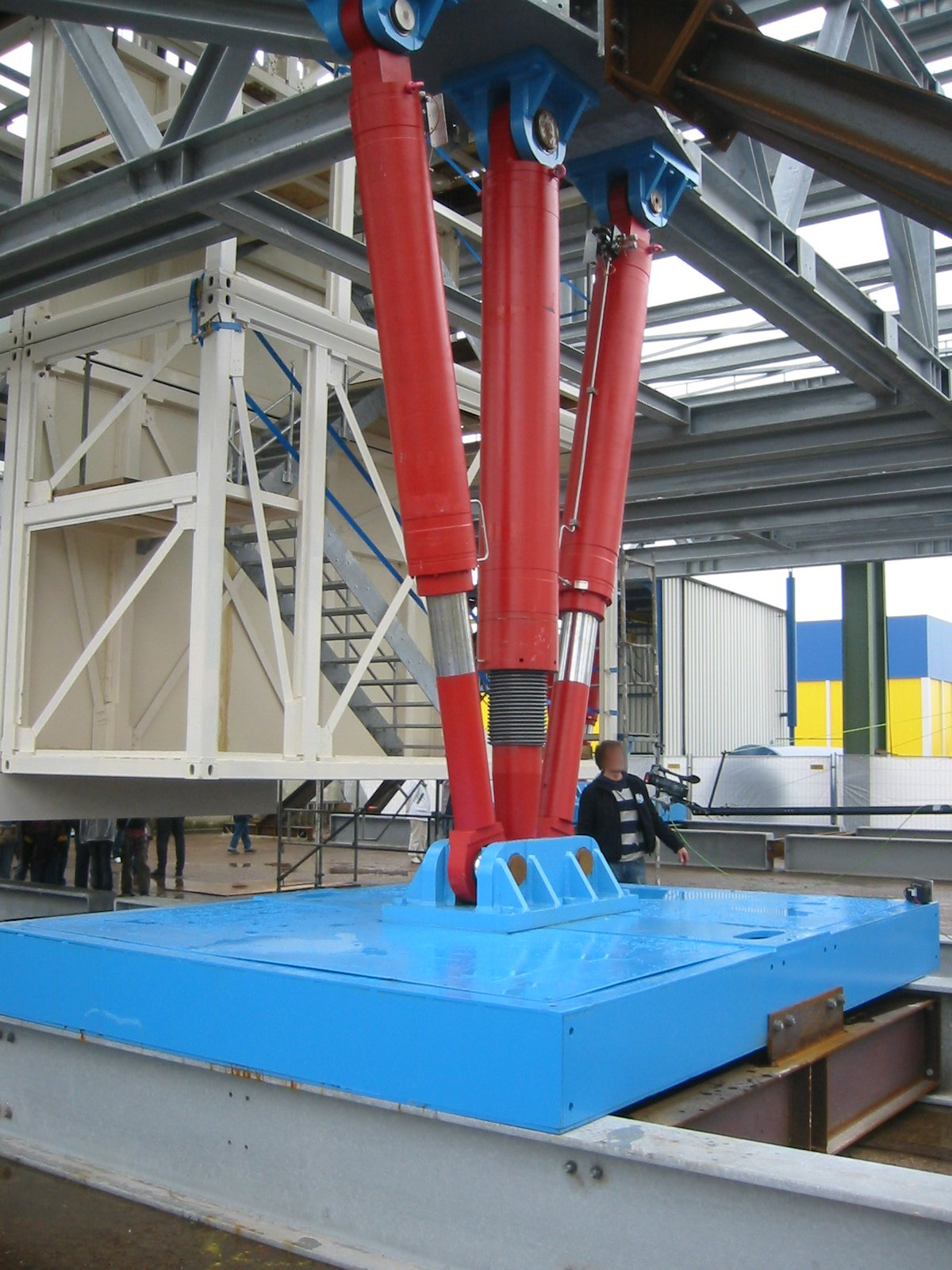